# كان تشون
كان تشون (بالبورمية: تُلفظ ကံချွန် ،kàɴ tɕʰʊ̀ɴ؛ 4 أبريل 1946 - 20 أغسطس 2009) هو ساخر هجائي، صحفي، روائي، ورسام كاريكاتير بورمي من ماندالاي. كان رسام كاريكاتير غزير الإنتاج. نشر 73 كتابًا. توفي في أغسطس 2009 بسبب السرطان.

## النشأة
ولد كان تشون في ماندالاي في 4 أبريل 1946، أباه يدعى أيي شوين وأمه با هتاي، وهي عائلة مسلمة بورمية. كان لديه شقيقان، بو مونغ وهلا وين. درس كان تشون في مدرسة ماندالاي 3 الثانويّة. بعد المدرسة الثانوية، تابع دراسة الفنون في كلية الفنون الجميلة في ماندالاي، حيث تعلم الرسم والكاريكاتير على يد وين مونغ، كان نيونت، شيت مي، آي كياو، با ثيت، أونغ خين.

## المؤلفات
- طالب حديث، 1988
- اليوبيل الذهبي للحب وقصص قصيرة أخرى، 1990
- خطوة واحدة من الفكر
- سلطة الفكاهة
- الفكاهة في العيادة
- مفاهيم اقتصاد السوق
- حب مُضحك